# يوكيتو أوكي
يوكيتو أوكي (青木 勇 貴 斗، أوكي يوكيتو، من مواليد 4 سبتمبر 2003) هو متزلج ياباني في الشوارع.
احتل المركز السابع عشر في حدث الشارع للرجال في الألعاب الأولمبية الصيفية 2020، وهو أول حدث من نوعه على الإطلاق يتم تضمينه في برنامج أولمبي.